# Académie royale de peinture et de sculpture
L'Académie royale de peinture et de sculpture (in italiano: "Accademia reale di pittura e scultura"), venne fondata a Parigi nel 1648, sul modello esplicito dell'Accademia del Disegno di Firenze come recita il quarto articolo degli Statuti approvati da Luigi XIV. Parigi aveva già l'Académie de Saint-Luc, che era una corporazione di artisti come ogni altra "Accademia di San Luca". Lo scopo di quest'accademia era quello di professionalizzare il lavoro degli artisti che operavano per la Corte francese e dar loro un'etichetta di approvazione che gli artisti dell'Académie de Saint-Luc non avevano.

## Storia
Nel 1661 passò sotto il controllo di Jean-Baptiste Colbert che fece delle arti la maggiore espressione della glorificazione di Luigi XIV. Dal 1683 in poi raggiunse il suo maggior splendore sotto la direzione di Charles Le Brun con la precisa gerarchia dei suoi membri ed un ben delineato sistema di insegnamento. Nel 1749 venne creata l'École des Élèves Protégés, come struttura separata all'interno dell'Académie, per dare un corso triennale di specializzazione ai vincitori del Prix de Rome, in modo tale che essi potessero fare un miglior uso del loro tempo di permanenza a Roma – fra i suoi allievi vi furono Pierre Julien, Jean Guillaume Moitte e Jean-Joseph Foucou.
L'8 agosto 1793, l'Académie venne sospesa dai rivoluzionari della Convenzione Nazionale, quando questa decretò l'abolizione di "toutes les académies et sociétés littéraires patentées ou dotées par la Nation".
Venne successivamente rinominata Académie de peinture et de sculpture. L'Académie de peinture et sculpture era anche responsabile dell'Accademia di Francia di villa Medici a Roma (fondata nel 1666) che consentiva ad artisti promettenti di poter studiare a Roma. Nel 1816 venne realizzata una fusione con l'Académie de musique (Accademia di musica fondata nel 1669) e con l'Académie d'architetture (Accademia di architettura fondata nel 1671), per dar vita all'Académie des beaux-arts, una delle cinque accademie dell'Institut de France.

## Elenco parziale dei membri
- Abraham Bosse (1648)
- Charles Le Brun (1648)
- Sébastien Bourdon (1648)
- Herman van Swanevelt (1651)
- Noël Coypel (1663)
- Catherine Duchemin (1663), la prima donna ammessa all'Accademia[5]
- Jean Varin (1665)
- Abraham Genoels II (1665)
- Madeleine Boullogne (1669)[5]
- Geneviève Boullogne (1669)[5]
- René-Antoine Houasse (1672)
- Sébastien Leclerc (1672)
- Gilbert de Sève (1673)
- François de Troy (1674)
- Claude Guy Hallé (1675 da confermare)
- Jean Jouvenet (1675)
- Antoine Coysevox (1676)
- Joseph Parrocel (1676)
- Bon Boullogne (1677)[6]
- Henri Gascar (1680)
- Nicolas de Largillière (1686)
- André Bouys (1688)
- Nicolas de Largillière o de Largillierre (1686)
- Pierre Mignard (1690)
- Nicolas Colombel (1694)
- Louis Boullogne II (1694)[7]
- Roger de Piles (1699)
- Alexandre-François Desportes (1699)
- Boyer Michel (1701)
- François Jouvenet (1701)
- Joseph Christophe (1702)
- Michel-Ange Houasse (1707)
- Jean-François de Troy (1708)
- Jean Leblond (1709)
- Jean-Marc Nattier (1713)
- Guillaume Coustou il vecchio

- Jean Raoux (1717)
- François Lemoyne (1718)
- Nicolas Lancret (1719)
- Antoine Pesne (1720)
- Jacques de Lajoüe (1721)
- Margaretha Haverman (1722)
- Auger Lucas (1724)
- Jean Le Gros (1725)
- Jean-Baptiste-Siméon Chardin (1728)
- Jean-Baptiste Pater (1728)
- Bonaventure de Bar (1728)
- Charles-Joseph Natoire (1730)
- Hubert Drouais (1730)
- François Boucher (1731)
- Joseph Aved (1734)
- Charles-André van Loo (1735)
- Charles-Amédée-Philippe van Loo (1747)
- Charles-Nicolas Cochin (1751)
- Louis Jean François Lagrenée (1755)
- Francois-Hubert Drouais detto Drouais le fils (1758)
- Pierre Antoine Baudouin (1763)
- Jean-Honoré Fragonard (1765)
- Jean-Baptiste Huet (1769)
- Marie-Suzanne Giroust (1770)
- Michel-Honoré Bounieu (1770)
- Étienne Aubry (1771)
- Joseph-Siffrein Duplessis (1774)
- Augustin de Saint-Aubin (1775)
- Jacques Louis David (1780)
- Jean François Hue (1782)
- Adélaïde Labille-Guiard (1783)
- Marie Louise Élisabeth Vigée Le Brun (1783)
- Adolf Ulric Wertmüller (1784)
- Jean-Baptiste Stouf (1785)
- Dominique Vivant (1787)
- Jean-Baptiste Pigalle
- Jean-Baptiste Deshays
- Alexandre Ubelesqui / Ubeleski